# Theodore Ku-Dipietro
Theodore Ku-Dipietro (Oakton, 28 gennaio 2002) è un calciatore statunitense, centrocampista del Colorado Rapids.

## Carriera

### Gli inizi al Loudoun
Il 28 giugno 2019, Ku-Dipietro gioca la prima partita da professionista nel campionato di secondo livello statunitense contro l'Atlanta United 2, mentre segna la prima rete in carriera il 25 settembre successivo contro lo Swope P.R. e in questa partita riceve anche il primo cartellino rosso in carriera. Termina la prima stagione con nove presenze ed una rete; dopo aver firmato il primo contratto da professionista agli inizi del 2020, Ku-Dipietro gioca con il Loudoun Utd. fino alla metà del 2022, collezionando in totale 58 presenze e segnando undici reti.

### DC United
Il 19 marzo 2022 esordisce con la prima squadra del D.C. United, entrando in campo negli ultimi 14 minuti di gioco. Aggregato frequentemente alla prima squadra, termina la prima stagione con dieci presenze in MLS. Il 26 febbraio 2023, subentrato nel secondo tempo, fornisce prima l'assist a Benteke per la rete del 2 a 2 e poi realizza la rete della vittoria (3-2) al 98º minuto di gioco contro il Toronto FC.

## Statistiche

### Presenze e reti nei club
Statistiche aggiornate al 27 giugno 2023.
| Stagione              | Squadra               | Campionato            | Campionato | Campionato | Coppe nazionali | Coppe nazionali | Coppe nazionali | Coppe continentali | Coppe continentali | Coppe continentali | Altre coppe | Altre coppe | Altre coppe | Totale | Totale |
| Stagione              | Squadra               | Comp                  | Pres       | Reti       | Comp            | Pres            | Reti            | Comp               | Pres               | Reti               | Comp        | Pres        | Reti        | Pres   | Reti   |
| --------------------- | --------------------- | --------------------- | ---------- | ---------- | --------------- | --------------- | --------------- | ------------------ | ------------------ | ------------------ | ----------- | ----------- | ----------- | ------ | ------ |
| 2019                  | Loudoun Utd           | USLC                  | 9          | 1          |                 | -               | -               |                    | -                  | -                  |             | -           | -           | 9      | 1      |
| 2020                  | Loudoun Utd           | USLC                  | 9          | 1          |                 | -               | -               |                    | -                  | -                  |             | -           | -           | 9      | 1      |
| 2021                  | Loudoun Utd           | USLC                  | 30         | 7          |                 | -               | -               |                    | -                  | -                  |             | -           | -           | 30     | 7      |
| 2022                  | Loudoun Utd           | USLC                  | 10         | 2          |                 | -               | -               |                    | -                  | -                  |             | -           | -           | 10     | 2      |
| Totale Loudoun United | Totale Loudoun United | Totale Loudoun United | 58         | 11         |                 | -               | -               |                    | -                  | -                  |             | -           | -           | 58     | 11     |
| 2022                  | D.C. United           | MLS                   | 10         | 0          | USOC            | 2               | 0               |                    | -                  | -                  |             | -           | -           | 12     | 0      |
| 2023                  | D.C. United           | MLS                   | 16         | 3          | USOC            | 1               | 0               |                    | -                  | -                  |             | -           | -           | 17     | 3      |
| Totale DC United      | Totale DC United      | Totale DC United      | 26         | 3          |                 | 3               | 0               |                    | -                  | -                  |             | -           | -           | 29     | 3      |
| Totale carriera       | Totale carriera       | Totale carriera       | 84         | 14         |                 | 3               | 0               |                    | -                  | -                  |             | -           | -           | 87     | 14     |